# Locastra
Locastra is een geslacht van vlinders van de familie snuitmotten (Pyralidae), uit de onderfamilie Epipaschiinae.

## Soorten
- L. ardua Swinhoe, 1902
- L. bryalis Joannis, 1930
- L. crassipennis Walker, 1857
- L. muscosalis Walker, 1865
- L. pachylepidalis Hampson, 1896